# Maltesische Squashnationalmannschaft
Die maltesische Squashnationalmannschaft ist die Gesamtheit der Kader des maltesischen Squashverbandes Malta Squash Association. In ihm finden sich maltesische Sportler wieder, die ihr Land sowohl in Einzel- als auch in Teamwettbewerben national und international im Squashsport repräsentieren.

## Historie

### Herren
Maltas Herrenmannschaft bestritt international beim European Small Nations Squash Tournament seine ersten internationalen Turniere. Sie gewannen das Turnier in den Jahren 1993, 1996 und 2009. Auch beim European Nations Challenge Cup war die Mannschaft regelmäßig Teilnehmer, erreichte jedoch nie das Finale. 2011 debütierte die Mannschaft bei den Europameisterschaften und belegte Rang 25. Diese Platzierung wiederholten sie 2012, ein Jahr darauf und 2014 erreichten sie Rang 23. 2015 gelang der Mannschaft mit Rang 22 ihr bislang bestes Ergebnis. Bis 2023 nahm sie mit der Ausnahme des Turniers von 2018 bei jeder Austragung teil, blieben dabei aber immer außerhalb der Top 25. 2024 erfolgte wiederum keine Teilnahme.
An Weltmeisterschaften nahm die Mannschaft bislang nicht teil.

### Damen
Die Damenmannschaft war ebenfalls beim European Small Nations Squash Tournament und dem European Nations Challenge Cup regelmäßiger Teilnehmer. Das European Small Nations Squash Tournament gewann sie 1991, 1993, von 1997 bis 1999, von 2001 bis 2003 und 2008. Der Titelgewinn beim European Nations Challenge Cup gelang ihnen 2007 und 2009. Wie die Herren debütierten auch die Damen 2011 mit Rang 17 bei den Europameisterschaften. 2012 fielen sie zunächst auf Rang 18 zurück, ehe sie sich 2013 auf Rang 16 verbesserten. 2014 erfolgte keine Teilnahme, ein Jahr darauf platzierten sie sich wieder auf dem 16. Platz. Bei der nächsten Teilnahme 2017 belegten die Damen Rang 18. 2023 wurde die Mannschaft 24., 2024 erreichte sie Rang 23.
Auch die Damenmannschaft nahm bislang nicht an Weltmeisterschaften teil.